# Tomocerus brevimucronatus
Tomocerus brevimucronatus är en urinsektsart som beskrevs av Denis 1919. Tomocerus brevimucronatus ingår i släktet Tomocerus och familjen långhornshoppstjärtar. Inga underarter finns listade i Catalogue of Life.